# Universitat Estatal de Pennsilvània
La Universitat Estatal de Pennsilvània (Pennsylvania State University en anglès, coneguda també com a Penn State o PSU) és una universitat pública de l'estat de Pennsilvània (EUA). Té més de 80.000 estudiants distribuïts en els 24 campus diferents que té la universitat en tot l'estat. El campus més gran es troba a State College, una petita ciutat al centre de l'estat. Va ser fundada l'any 1855 com una escola d'agricultura, però actualment els estudiants poden escollir entre 160 especialitzacions diferents.
La universitat és coneguda pels seus programes d'enginyeria (sobretot enginyeria industrial), negocis, geografia i meteorologia. És una de les 50 millors universitats dels EUA, i una de les 15 millors universitats públiques dels EUA.